# Plaza Marcos Sastre
La Plaza Marcos Sastre se encuentra en el barrio de Villa Urquiza en la Ciudad de Buenos Aires, Argentina.

## Toponimia
Recibe el nombre de Marcos Sastre (Montevideo, 1809 - Buenos Aires, 15 de febrero), quiera fuera un escritor argentino de origen uruguayo, hombre de acendrado amor a la cultura y la libertad. Fundador en 1837, junto con Juan B. Alberdi, Juan María Gutiérrez y Esteban Echeverría el Salón Literario.

## Ubicación
La plaza se encuentra en el cruce de la Avenida Monroe y las calles Miller, Valdenegro y  Franklin D. Roosevelt.

## Historia
Desde el año 1875 hasta el 23 de marzo de 1898 funcionó en el terreno ocupado en parte por la actual plaza Marcos Sastre, un cementerio. En 1898 por razones de salubridad se lo clausuró a través de una ordenanza. El 28 de noviembre de 1919 el Honorable Concejo Deliberante, mediante otra ordenanza, dispuso que el predio fuera convertido en plaza pública y que los restos allí depositados fueran retirados en un plazo de noventa días.
 En la actualidad el terreno de la plaza es superior a los 6000 m².